# آل بو سعيد
آل بو سعيد هي العائلة الحاكمة في سلطنة عمان، حكمت ذات السلالة سابقًا زنجبار. تأسست العائلة على يد أحمد بن سعيد البوسعيدي (1744-1783) الملقب بالمتوكل على الله.

## النسب
يعود نسب آل بو سعيد إلى:
- خلف بن أبي سعيد من هناءة بن مالك بن فهم بن غانم بن دوس بن عُدثان بن عبدالله بن زهران بن كعب بن الحارث بن كعب بن عبد الله بن مالك بن نصر بن الأزد بن الغوث بن نبت بن مالك بن زيد بن كهلان بن سبأ بن يشجب بن يعرب بن قحطان.[1][2][3][4]

عائلة آل بو سعيد خرجوا من عصر مالك بن فهم، فتولوا ملك عمان بعد آل يعرب إلى الآن، ونمت العشيرة من هذين الرجلين، فالان آل أحمد بن سعيد وحدهم يعدون قبيلة. وشأن كل أمة هذا إذا تولت السلطان في أرض، سرعان ما ترى نموها، وهذا في مطلق الأمم. وآل بو سعيد، أي آل أبي سعيد، قوم من آل مالك بن فهم، فهم فرع منهم، وقد كان موطنهم الخاص أدم ( موطن أحمد بن سعيد ) .
وقد اوردنا مما لا يدع مجالاً للشك نسب مؤسس دولتهم الإمام أحمد بن سعيد البوسعيدي الذي ينتسب إلى الهمام قائد بني هناءة في آخر دولة بني نبهان وأول دولة اليعاربة وهو خلف بن أبي سعيد الهنائي.
ينتسبون إلى أبي سعيد الذي منه خلف بن أبي سعيد جد الإمام أحمد بن سعيد البوسعيدي، ومنه أيضاً محمد بن أبي سعيد وابنه سيف بن محمد بن أبي سعيد وما تفرع عنهم من أبناء وأحفاد عبر مئات السنين.

### أراء أخرى
1. قيل أنهم من ذرية:

- سعيد بن المهلب بن أبي صفرة بن سراق بن صبح بن كندي بن عمرو بن عدي بن وائل بن الحارث بن العتيك بن الأسد بن مزيقياء بن عامر ماء السماء بن حارثة الغطريف بن امرئ القيس البطريق بن ثعلبة البهلول بن مازن زاد الركب بن الأزد.

وبه كان يُكنى المهلب أبا سعيد ولكن نفى المؤرخان العُمانيان سلمة ابن مسلم الصحاري وابن زريق وجود ذرية لسعيد ابن المهلب بن أبي صفرة وذكروا أن لا عُقب له أي قُطع نسله.
2. وقيل أنهم من ذرية:
- سعيد بن مزروع بن رفيع بن حميد بن حماد بن مخرب بن صلاءة بن عبدة بن عدي بن جندب بن العنبر بن عمرو بن تميم بن مر بن إد بن طابخة بن إلياس بن مضر بن نزار بن معد بن عدنان.[8]

## تاريخ
اختير المؤسس الأول لدولة البوسعيد الإمام أحمد بن سعيد البوسعيدي إماما على عمان عام 1744م بعد أن كان واليا على صحار من قبل اليعاربة، اشتهر بكونه رجلًا قويًا شديد الانضباط، حرر البلاد من الغزو الأجنبي الفارسي ووحد العمانيين تحت راية واحدة نحو القوة والمجد. أنشأ الإمام أحمد بن سعيد جيشًا قويًا، واهتم بتدعيم الأسطول العماني وتطويره، فحقق انتصارات حاسمة استعاد فيها مكانة عمان ومركزها وقوتها.

حكام عمان بالأخضر وحكام زنجبار بالأحمر

نمت وتعاظمت مساهمة وقوة الدولة البوسعيدية منذ بدايتها في النصف الثاني من القرن الثامن عشر الميلادي واستمرت متطورة رغم العثرات. واجهت الدولة البوسعيدية وكأي دولة الكثير من التحديات الداخلية والهجوم الخارجي من القوى الأجنبية الأوروبية، إلا أنها استطاعت دوما الصمود والانتصار بفضل الوحدة الوطنية والتواصل مع القوى الأجنبية المحبة للسلام.
تجمع المصادر العربية والأوروبية على أن فترة الثمانين عام من حكم آل بو سعيد تميزت بالازدهار الشديد، وهناك عوامل عديدة ساعدت العمانيين على الصمود في وجه التحديات تأتي في مقدمتها المهارة والخبرة الملاحية والتجارية، حيث اكتسب العمانيون رصيدا ضخما من التجربة التي تعد محصلة للأحداث التاريخية والموقع الجغرافي والتراث العماني.
شهدت البلاد في فترة حكم آل سعيد كثير من التغيرات من ازدهار وأنكسار وتمرد داخلي، ففي زمن الإمام أحمد بن سعيد مؤسس الدولة بدأت البلاد في الازدهار المتواصل، وفي زمن السلطان سعيد بن سلطان 1804 م كانت عُمان أمبراطورية البحر إذ أمتدت من سواحل الهند إلى أفريقيا وتحديداً زنجبار وجزر القمر وغيرها من المناطق الأفريقية وكانت تملك أراضي شاسعة من الجزيرة العربية. شهدت البلاد أنقسامًا بعد وفاة السلطان سعيد وبدأ الأقتصاد في الانهيار مما ترتب عليه انعدام الأمن ونزول الأجانب ومنها بداية الأحتلال البريطاني الذي أدى إلى نشوب حروب أهلية وإقامة الإمامة في المناطق الداخلية في عُمان مما أدى إلى بقاء حكم آل سعيد على المناطق الساحلية، وانغلاق حكم الإمامة في الداخل حتى منتصف القرن العشرين.

## الدولة البوسعيدية

### عهد الامام أحمد بن سعيد (مؤسس الدولة البوسعيدية)
مثلت مبايعة الإمام أحمد بن سعيد البوسعيدي الذي كان والياً على صحار وما حولها في عام 1744م بداية لحقبة جديدة في التاريخ العماني، استمرت بمراحلها المختلفة على امتداد المائتين والخمسة والستين عاماً الأخيرة. وكان تولي الإمام أحمد بن سعيد الإمامة نزولاً على رغبة أهل الحل والعقد في عُمان في ذلك الوقت بالنظر لمواقفه وشجاعته، وبخاصة في تخليص البلاد من الغزاة الفرس. تمكن الإمام أحمد بن سعيد من إعادة توحيد البلاد وإخماد الفتن الداخلية، وإنشاء قوة بحرية كبيرة إلى جانب أسطول تجاري ضخم، وهو ما أعاد النشاط والحركة التجارية إلى السواحل العمانية. كما اعاد لعمان دورها في المنطقة، وليس ادل على ذلك من انه ارسل نحو مائة مركب تقودها السفينة الضخمة (الرحماني) في عام 1775 م إلى شمال الخليج لفك الحصار الذي ضربه الفرس حول البصرة في ذلك الوقت بعد استنجاد الدولة العثمانية به، واستطاع الأسطول العماني فك الحصار عن البصرة، فكأفأهم السلطان العثماني بتخصيص مكافأة أو خراج سنوي صار يدفع إلى أيام دولة السيد سلطان ابن الإمام أحمد وإلى أيام ولده سعيد بن سلطان
بعد وفاة أحمد بن سعيد عام 1783 في الرستاق والتي اتخذ منها عاصمة له، انتخب ابنه الرابع سعيدًا اماماً ثم ارغم سعيد على التنازل عن الحكم لصالح ابنه حمد في (1792 م) وفي عهده انتقلت العاصمة من الرستاق إلى مسقط لتستقر فيها حتى الآن. ولكن حكمه لم يدم حيث انه توفي في نفس العام متأثرا بمرض الجدري وبذلك تجدد الصراع على السلطة بين سعيد ؤاخويه قيس وسلطان، وكانت النتيجة اجتماعاً بين ورثة السلطة اسفر عن عقد اتفاق يتعلق بتقسيم عمان سعيد الذي بقي في الرستاق وسلطان وله السلطة في مسقط، وقيس ومركز سلطته صحار.
وبغض النظر عن فترات الضعف والانكماش والتخلف التي حدثت خلال القرنين الماضيين، ونصف القرن الأخير، إلا أن هذه الحقبة قد أثمرت أربعة إنجازات هامة في مسيرة عمان التاريخية:-
- بناء إمبراطورية عُمانية كبيرة امتدت لتشمل مناطق عديدة في شرق أفريقيا خلال النصف الأول من القرن التاسع عشر. وقد فرضت هذه الإمبراطورية وجودها البحري في المحيط الهندي، وأقامت علاقات سياسية متوازنة مع القوى العظمى في ذلك الوقت، خاصة بريطانيا وفرنسا، بالإضافة إلى الولايات المتحدة.
- التغلب على مختلف التحديات الداخلية والإقليمية، وغرس أساس قوي لعلاقات متوازنة إقليمياً ودولياً أتاح للسلطنة الحفاظ على مصالحها الوطنية.
- بناء دولة عصرية مزدهرة تمثل الأم بالنسبة لكل أبنائها.
- وقبل ذلك وبعده تحقيق إستمرارية ووحدة التاريخ العماني.

### التحالف مع الامبراطورية البريطانية
تحالف أحمد بن سعيد مع الامبراطورية البريطانية في محاولة للقضاء على النشاط المتسارع للدولة السعودية الأولى ودحر نشاط القواسم في الخليج العربي. وسمح بإقامة أول فرع لشركة الهند الشرقية البريطانية في الخليج العربي وقنصليه بريطانية في مسقط.

### علاقة الإمام أحمد بن سعيد مع الفرس
ظلت المشكلة الخارجية مع فارس مستقرة منذ جلاء القوات الفارسية عن عمان حتى مقتل نادر شاه سنة 1747. فقد وجد الإمام أحمد في غياب هذا الرجل القوي فرصة للتحلل من التزامه السابق بدفع خراج مالي سنوي لفارس، وساعده على ذلك انتشار الفوضى في فارس. بعد نادر شاه، تطور النزاع مع عمان حيث فرض الإمام أحمد حصاراً على ميناء بوشهر مما أدى إلى لجوء كريم خان زند للتفاوض لحل المشكلة، فكلف حاكم بوشهر ناصر آل مذكور بالتوسط بين الجانبين، لكن وساطته لم تثمر شيئاً بسبب تباين موقفي الجانبين.

### علاقته مع القواسم
واجه الإمام أحمد مشكلة مع القواسم فقد أتاح انهيار دولة اليعاربة الفرصة للقواسم لبناء كيانهم المستقل وعاصمته جلفار، كما أن نمو بحرية القواسم السريع وازدهار تجارة جلفار شكلا تهديداً لتجارة مسقط وملاحتها لا بد من مواجهته. لذلك تكررت الصدامات الحربية بين الإمام أحمد وجيرانه القواسم، فقد هاجمت سفن عمانية القواسم في دبا سنة 1758، بينما هاجمت قوات برية عمانية رأس الخيمة في السنة التالية ولكنها فشلت في اقتحامها. نجحت حملة برية للقواسم في الوصول إلى الرستاق سنة 1763 مما اضطر الإمام أحمد إلى عقد الصلح مع راشد بن مطر القاسمي شيخ القواسم اعترف فيها باستقلاله عن عمان. كانت الضرورة تلزم الطرفين أحياناً التنسيق بينها لمواجهة الأخطار الخارجية وقد تمثل ذلك في اشتراك سفن القواسم مع حملات الإمام أحمد ضد لنجه وبندر عباس أثناء احتدام الصراع بينه وبين كريم خان زند الذي يمثل تهديداً للجانبين معاً.

### عهد سلطان بن أحمد
وفي عهد سلطان بن أحمد (1792-1804 م) استتب الأمن والنظام في عمان بعد أن تمكن سلطان من الاستيلاء على القلاع والحصون وأخضعها لسيطرته، وبعد استتاب الأمن في البلاد وجه اهتمامه إلى مدينة مسقط للمرة الأولى. وبالنسبة للعلاقات مع فرنسا فقد كان القنصل الفرنسي في البصرة على صلة صداقة شخصية مع الإمام أحمد بن سعيد. تسبب احتلال نابليون بونابرت الذي ظهر في فرنسا لمصر باحتدام الصراع بين فرنسا وبريطانيا على كسب ود عمان. وفي عام 1798 م سيطر سلطان على الموقف في المنطقة بأسرها لا سيما بعد صدور مرسوم من الحكومة الفارسية اجاز ضم ميناء «بندر عباس» و«جوادر» و«تشابهار» إلى حكومة سلطان بن أحمد الذي اخضع جزيرتي «قشم» و«هرمز» ووضع فيها الحاميات العمانية لتأمين السفن التجارية المارة بمضيق هرمز من وإلى الخليج العربي. وقام بتدعيم علاقاته مع القوى الكبرى خاصة الإنجليزية والفرنسية وذلك في اوج التنافس بينهما على السيطرة على المنطقة، ففي عام 1798 م وقعت شركة الهند الشرقية معاهدة تجارية مع سلطان بن أحمد يسمح بمقتضاها بإنشاء وكالة تجارية لها في بندر عباس، وبعد عامين أصبح للشركة المذكورة ممثلا لها،
لم يمهل القدر سلطان بن أحمد ليواصل تحقيق طموحاته في توسيع رقعة الدولة العمانية للخارج بفتح أقاليم جديدة ولحماية حدود عمان من الغزو الأجنبي، فقد وقع قتيلا في 30 نوفمبر 1804 على يد بعض القراصنة أثناء رحلة بحرية كان يقوم بها بين البصرة وعُمان، ليخلفه في الحكم ابنه سعيد بن سلطان الذي شهدت فترة حكمه قيام الإمبراطورية العمانية.

### عهد سعيد بن سلطان
وهو حفيد مؤسس الدولة البوسعيدية، ولد في سمائل عام 1791، خلف والده سلطان بن أحمد بعد مقتله وكان عمره لا يتجاوز 13 سنة، فاختارت عمته موزة بنت الإمام أحمد بن سعيد خال أبيه محمد بن ناصرالجبري ليكون وصيا على الحكم لحين بلوغ أبناء أخيها (سعيد وسالم) سن الرشد.
شهد عهده توحيد عُمان بعد أن ضمن لها الأمان مما أدى إلى تعزيز مكانته وعظم نفوذه، أرسل سعيد بن سلطان أسطوله البحري إلى البصرة في نوفمبر 1826م نظرا لامتناع الأتراك عن تسليم الهبة السنوية التي يؤديها أهل البصرة لحاكم عُمان منذ عهد الإمام أحمد بن سعيد، فحاصر البصرة لمدة شهرين حتى وافق الأتراك على تسليم المبالغ المستحقة.

### عهد سعيد بن تيمور
تولي سعيد بن تيمور الحكم خلفاً لوالده تيمور في عام 1932م، وكانت الظروف الأقتصادية لا تسر عدواً قبل الصديق، ومع ذلك أبدى السلطان سعيد بن تيمور رغبته وفي أكثر من مناسبة في تحسين الأوضاع الأجتماعية والأقتصادية على أقل تقدير في مسقط ومطرح، وشهد عهده قلة الموارد الأقتصادية، إذ بلغ الأحتياطي المالي في الخزينة العامة للدولة في خلال العقد الثالث من القرن العشرين مايقارب من 200 ألف روبية وهو مبلغ قليل جدا بالكاد يكفي لتوفير الحياة الكريمة، ورغم محاولات السلطان سعيد بن تيمور في تحسين الوضع المالي إلا أنها لم تأت بنتائج مرضية. تبنى السلطان سعيد بن تيمور سياسة مالية اعتمدت على الموارد القليلة للبلاد وذلك لتأثر عُمان بظروف الكساد الاقتصادي العالمي وتخلى عن تسديد ديون البلاد التي اعتاد أسلافه على سدادها.

### عهد قابوس بن سعيد
شهدت السلطنة في عهد قابوس بن سعيد نهضة حضارية الذي قاد مسيرة عمان بكل حنكة واقتدار، حيث شكل المواطن العماني على امتداد سنوات النهضة العمانية الحديثة حجر الزاوية والقوة الدافعة للحركة والانطلاق على كافة المستويات وفي كل المجالات، ومثلت الثقة العميقة والرعاية الدائمة والمتواصلة له من لدن السلطان قابوس ركيزة أساسية من ركائز التنمية الوطنية. من أبرز السمات التي تميز مسيرة النهضة العمانية الحديثة منذ انطلاقها بقيادة السلطان قابوس هي تلك العلاقة العميقة بين القائد وأبنائه في كل بقاع عمان وفي ظلها يشغل المواطن العماني منذ البداية بؤرة الاهتمام والأولوية الأولى باعتباره أغلى ثروات الوطن وإدراكاً للأهمية الكبيرة للتنمية البشرية كركيزة أساسية من ركائز التنمية الشاملة والمستدامة. وفي الوقت الذي تسير فيه عملية بناء مؤسسات الدولة العصرية على أسس راسخة، تعزز المواطنة والمساواة والعدالة، وتصل بثمار التنمية إلى كل أرجاء الوطن، حرص السلطان قابوس دوماً، ومنذ انطلاق مسيرة النهضة العُمانية الحديثة على الالتقاء المباشر مع المواطنين في مختلف محافظات السلطنة.

## آل بو سعيد في زنجبار
بعد وفاة السلطان سعيد بن سلطان (سلطان عُمان وزنجبار) أنقسمت البلاد بين أبناءه، فتولى أمر زنجبار أبنه ماجد بن سعيد عام 1856، حيث أعترف به صاحب مسقط كسلطان على زنجبار. توالى حكم آل سعيد على زنجبار بعد السلطان سعيد بن سلطان كـ التالي:
1. ماجد بن سعيد (1856-1870)
2. برغش بن سعيد (1870-1888)
3. خليفة بن سعيد (1888-1890)
4. علي بن سعيد (1890-1893).
5. حمد بن ثويني بن سعيد (1893-1896).
6. خالد بن برغش بن سعيد (1896)
7. حمود بن محمد بن سعيد (1896-1902).
8. علي بن حمود (1902-1911).
9. خليفة بن حارب بن ثويني بن سعيد (1911-1960).
10. عبد الله بن خليفة (1960-1963).
11. جمشيد بن عبد الله (1963-1964).

## آل بو سعيد في عُمان
| الرقم | صورة | الإسم                            | بداية فترة الحكم | نهاية فترة الحكم | ملاحظات |
| ----- | ---- | -------------------------------- | ---------------- | ---------------- | --- |
| 1     |      | أحمد بن سعيد البوسعيدي           | 10 يونيو 1749    | 15 ديسمبر 1783   | إمام ومؤسس الدولة البوسعيدية ، طرد الفُرس من عُمان. اهتم بالزراعة والإقتصاد وأوجد وظائف مالية. تمرد عليه ولداه سيف وسلطان في أواخر سبعينيات القرن الثامن عشر الميلادي. |
| 2     |      | سعيد بن أحمد البوسعيدي           | 1783             | 1810             | بويع بالإمامة بعد وفاة والده الإمام أحمد بن سعيد، إتخذ من الرستاق عاصمة له وبنى فيها حصن المنصور. وصفه ابن رزيق بأنه داهية من دواهي العرب، لهذا وفد إليه أهل عُمان. |
| 3     |      | حمد بن سعيد البوسعيدي            | 1784             | 1792             | ولاه والده الإمام سعيد نائبا عنه في مسقط بين عامي 1784- 1792، بينما كان الإمام سعيد في الرستاق . أقام حمد في مسقط وأصبح الحاكم الفعلي لعُمان. نقل العاصمة إلى مسقط. |
| 4     |      | سلطان بن أحمد البوسعيدي          | 13 مارس 1791     | 20 نوفمبر 1804   | حاول بمساعدة أخيه سيف الوصول إلى السلطة في أواخر أيام أبيه الإمام أحمد بن سعيد، وقاد التمرد على أبيه ثلاث مرات ولكن محاولاته باءت بالفشل. قتله رجال من القواسم من رأس الخيمة، صادفوه في البحر وقد نزل من مركبه المنيع المشهور إلى سفينة صغيرة فرماه أحد أهل السفينة ببندق ومات وهم لا يعلمون أنه هو حتى سمعوا خادمه يدعوه باسمه. وتولى في مسقط أخوه بدر |
| 5     |      | سعيد بن سلطان بن أحمد البوسعيدي  | 14 سبتمبر 1804   | 19 أكتوبر 1856   | خلف والده سلطان بن أحمد بعد مقتله وكان عمره لا يتجاوز 13 عاماً، فجعلت عمته السيدة موزة بنت الإمام أحمد بن سعيد أمر الوصاية على الحُكم بيد محمد بن ناصرالجبري ، خال أبيه إلى حين بلوغه سن الرشد. |
| 6     |      | ثويني بن سعيد بن سلطان البوسعيدي | 19 أكتوبر 1856   | 11 فبراير 1866   | واجه السلطان ثويني في حكمه مشكلة بندرعباس الذي كان تحت سيطرة الحكم العُماني؛ وانتهى به الأمر لعقد معاهدة مع الحاكم الفارسي أنهى في مضمونها السلطة العُمانية على البندر. |
| 7     |      | سالم بن ثويني بن سعيد البوسعيدي  | 11 فبراير 1866   | 3 أكتوبر 1868    | واجه معارضات واضطرابات داخلية قادها ضده عمه تركي بن سعيد والإمام عزان بن قيس فضلا عن المشكلات الخارجية التي منها قرار زنجبار بوقف المساعدات التي تدفعها لمسقط. |
| 8     |      | عزان بن قيس بن عزان البوسعيدي    | 3 أكتوبر 1868    | 30 يناير 1871    | أخضع نزوى وسمائل وبدبد وإزكي وبقية بلدان الداخلية، ثم اتجه إلى الشرقية بدءا من صور ثم جعلان وما جاورها، واسترد المصنعة التي كان يحكمها حمد بن سالم بن سلطان بن الإمام أحمد. |
| 9     |      | تركي بن سعيد بن سلطان البوسعيدي  | 30 يناير 1871    | 4 يونيو 1888     | واجه بعد توليه حكم عُمان العديد من المشكلات والحروب الداخلية، التي قامت مع معارضين لسلطته. ارتبط بعلاقات قوية مع السلطات البريطانية وذلك لإقامته في الهند. |
| 10    |      | فيصل بن تركي بن سعيد البوسعيدي   | 4 يونيو 1888     | 9 أكتوبر 1913    | بدأ حكمه بتحسين علاقته مع بريطانيا لكي يحصل على الاعتراف الرسمي من قبل الحكومة البريطانية والاستفادة من معونة زنجبار إضافة إلى رغبته في الحصول على حليف خارجی يساعده في القضاء على الثورات والنزاعات القبلية الداخلية. |
| 11    |      | تيمور بن فيصل بن تركي البوسعيدي  | 9 أكتوبر 1913    | 10 فبراير 1932   | تنازل عن الحكم لولده السيد سعيد بسبب لظروفه الصحية إضافة إلى الأزمة الإقتصادية التي شهدها العالم في ثلاثينيات القرن العشرين الميلادي وتدهور قيمة الريال النمساوي وعاش متنقلا بين اليابان والهند وعُمان. |
| 12    |      | سعيد بن تيمور بن فيصل البوسعيدي  | 10 فبراير 1932   | 23 يوليو 1970    | تبنى سياسة مالية اعتمدت على الموارد القليلة للبلاد. أسس المدرسة السعيدية بصلالة عام 1936، ثم المدرسة السعيدية بمسقط عام 1940 ثم المدرسة السعيدية بمطرح 1959م وأنشأ إدارة التنمية في 1959 لتشرف على قطاعات الصحة والزراعة والأشغال العامة. |
| 13    |      | قابوس بن سعيد بن تيمور البوسعيدي | 23 يوليو 1970    | 10 يناير 2020    | مؤسس النهضة العُمانية الحديثة |
| 14    |      | هيثم بن طارق بن تيمور البوسعيدي  | 11 يناير 2020    | حتى اليوم        | سلطان عمان الحالي |